# Carmen bin Laden
Carmen bin Laden, auch Carmen Bin Ladin (* 22. November 1947 als Carmen Dufour in Genf), ist eine Schweizer Autorin und einstige  Schwägerin Osama bin Ladens.

## Biografie
Carmen bin Laden wurde als Tochter eines Schweizers (Dufour) und einer Iranerin (Mirdoth/Sheybani) in der Schweiz geboren und wuchs auch dort auf. 1973 lernte sie in Genf den Geschäftsmann Yeslam bin Laden, einen Halbbruder Osama bin Ladens, kennen, den sie im Jahre 1974 heiratete. Sie ging später mit ihm nach Saudi-Arabien und lebte in Dschidda. 1988 trennte sie sich von ihrem Mann. Sie hat drei Töchter mit Yeslam bin Laden: Wafah (* 1975, Sängerin), Najia (* 1978) und Noor (* 1987), die heute alle im Westen leben. Ihre Erfahrung in Saudi-Arabien mit der Familie bin Laden schilderte sie in ihrem 2004 erschienenen Buch Inside the Kingdom.

## Buch
- Carmen Bin Ladin: Inside the Kingdom. My Life in Saudi Arabia. Warner Books, New York 2004, ISBN 0-446-57708-1.
  - Der zerrissene Schleier. Mein Leben in Saudi-Arabien. Droemer, München 2003, ISBN 3-426-27321-7; Taschenbuch ebd. 2005, ISBN 3-426-77768-1.